# Sedmero krkavců (film, 1993)
Sedmero krkavců je český televizní pohádkový film režiséra Ludvíka Ráži z roku 1993, natočený na motivy stejnojmenné pohádky bratří Grimmů. Premiérově byl vysílán 24. prosince 1993 na stanici ČT1 jako štědrovečerní pohádka České televize. Vypráví o statečné Bohdance, která se rozhodla vysvobodit své bratry ze zakletí krkavce. Musela podstoupit těžkou zkoušku, při které nesměla promluvit ani slůvko a zlo tedy neujde spravedlivému trestu a bude potrestáno. 

## Děj
Byl jeden otec (Radoslav Brzobohatý) s matkou (Jana Hlaváčová) a ti měli sedm synů. V téže době žil na zámku Vratislav (Michal Dlouhý) se svou starší sestrou Miladou (Ivana Chýlková) a Chrtem (Boris Rösner).
Jednoho krásného dne pekla matka chléb, přesněji sedm chlebů pro svých sedm synů. Ti dováděli venku, ale i přes varování matky skotačili dál a jeden z nich hodil poleno otevřeným oknem do kuchyně přímo do těsta. To matku rozčílilo a proklela je v krkavce. Chlapci se proměnili v černé krkavce a otevřeným oknem se rozletěli do světa. Pak přišla na svět Bohdanka. Nevěděla, že má sedm bratrů a oni o ní také nevěděli. Po zjištění, že v truhlici bylo sedm košil, se dozvěděla pravdu. Bohdanka se proto vydala do světa, aby je vysvobodila. Když je nalezla, bratři jí prozradili, co může udělat, aby je vysvobodila. Musí holýma rukama natrhat kopřivy, z kopřiv upříst nit, z niti utkat plátno a pak začít šít. Ale s podmínkou, že nesmí promluvit ani slůvko, ať se s ní děje, co se děje. Bude přebývat v jeskyni u potoka, kde má svůj kolovrat. Bohdanka směla jen naznačovat pohyby a gesty. 
Na zámku ve stejnou dobu žil Vratislav se svou starší sestrou Miladou a Chrtem. Jednou při projížďce uslyšel zpěv a vydal se za ním. Viděl Bohdanku a zamiloval se do ní. Zjistil, že je němá a chce si ji vzít za ženu. Bohdanka mu naznačila, že jí jde o předení a tak kolovrat putoval na zámek, kde ve dne v noci Bohdanka předla. Bohdanka se ale nelíbila Miladě a ta dělala co mohla, aby přesvědčila bratra, že Bohdanka je čarodějka. Bohdance se narodí syn, to se moc Miladě nelíbí. Bohdanka se spřátelila s Jolanou, kterou Milada před zraky Bohdanky zavraždila a do kolébky podstrčila kotě. Milada se rozhodla, že Bohdanka musí zemřít na hranici jako čarodějnice. Všichni se podivili, že Bohdanka mluví, a ta vyhodila košile do vzduchu. Objevují se Bohdančini bratři, zastavili Chrta a řekli pravdu, co Milada provedla za špatnost. Milada s Chrtem neunikli svému trestu – skončili zavření do sklepení. Všichni se vracejí domů.

## Obsazení
- Mária Podhradská jako Bohdanka
- Michal Dlouhý jako Vratislav
- Ivana Chýlková jako Milada
- Jana Hlaváčová jako matka
- Radoslav Brzobohatý jako otec
- Boris Rösner jako Chrt
- Magda Reifová jako hlas Bohdanky